# Обращение на запад
«Три лица на запад» (англ. Three Faces West) — американский фильм 1940 года режиссёра Бернарда Форхауса.
Один из немногих антинацистских фильмов, снятых Голливудом до вступления США во Вторую мировую войну. При этом изоляционисты и сторонники нацизма, осуждавшие такие фильмы как «пропаганду» или «за прославление войны», не имели возможности критиковать этот фильм в силу его сюжета. Однако, уже после войны, в эпоху маккартизма режиссёр и сценарист фильма попали в «Чёрный список Голливуда» как коммунисты.

## Сюжет
Из оккупированной нацистами Австрии в США бегут венский хирург доктор Браун и его 20-летняя дочь Лени, и поселяются в городке в Северной Дакоте. Здесь они оказываются вовлечёнными в борьбу местных фермеров с пыльной бурей и засухой. Фермер Джон Филлипс влюбляется в Лени. В это время в Сан-Франциско приезжает из Австрии Эрик фон Шерер, который помог Браунам бежать, и Лени из чувства благодарности соглашается выйти за спасителя замуж. Однако, Лени и её отец оказываются потрясены, узнав, что Эрик пошёл на службу нацистам. Лени порывает с Эриком и уезжает с отцом к Джону.

## В ролях
- Сигрид Гури — Лени «Ленхен» Браун
- Чарльз Коберн — доктор Карл Браун
- Джон Уэйн — Джон Филлипс
- Спенсер Чартерс — доктор Нанк Аттербари
- Хелен МакКиллар — миссис Уэллис
- Сонни Бапп — Билли Уэллис
- Уэйд Ботелер — Харрис
- Рональд Варно — Эрик фон Шерер
- и другие